# M51 Isherman
M51 Sherman, znany pod nazwą M51 Isherman – izraelska modyfikacja amerykańskich czołgów M4A1 Sherman, które znajdowały się na wyposażeniu izraelskiej armii.
Główną modyfikacją przeprowadzoną w czołgach M51 było zamontowanie zmodyfikowanej francuskiej armaty czołgowej CN105 F1 w wersji CN D.1504 L/44. Czołgi w trakcie służby ulegały kolejnym modernizacjom i występowały w czterech wersjach: Degem Alef, Degem Bet, Degem Gimel i Degem Dalet.  
Po wojnie Jom Kipur zaczęto wycofywać te czołgi ze służby. Pod koniec lat 70. część z nich sprzedano do Chile.  
Nazwa Isherman nie była nazwą oficjalną i izraelska armia nigdy nie używała pod nią tych czołgów.

## Historia
Na początku lat 50. Egipt zaczął pozyskiwać sprzęt z państw bloku wschodniego, między innymi czołgi T-34-85, czy działa samobieżne SU-100 i SU-152. Sytuacja ta zmotywowała izraelskich wojskowych do podjęcia działań na rzecz wzmocnienia Korpusu Pancernego i pozyskania czołgów mogących konkurować z nowym sprzętem armii egipskiej. W związku z tym Izrael nabył od Francji czołgi AMX-13, a także armaty czołgowe CN75-50 kalibru 75 mm, które były rozwinięciem niemieckiej armaty KwK 42 L42 kalibru 75 mm. Izraelczycy postanowili, że zamontują zakupione armaty czołgowe CN75-50 na posiadanych już podwoziach różnych wersji Shermanów. Pierwsze sztuki zmodernizowano we Francji, kolejne były już modernizowane w Izraelu. W ten sposób armia otrzymała Shermany M50 .
Pod koniec lat 50. miały miejsce kolejne dostawy sprzętu ze Związku Radzieckiego do Egiptu. Tym razem egipska armia otrzymywała czołgi T-54, T-55 i IS-3. Przewyższały one technicznie używane wówczas przez Izrael czołgi. Wobec tego Korpus Pancerny zaczął poszukiwać nowych konstrukcji, które mogłyby przeciwstawić się pojazdom radzieckim . Równocześnie w 1959 roku zadecydowano, że czołgi Sherman dalej będą używane w Korpusie Pancernym, ale po wprowadzeniu kluczowych zmian. Ówczesny zastępca dowódcy Korpusu Pancernego, pułkownik Dawid Elazar, określił zmiany, jakim miały być poddane czołgi Sherman. Wśród nich znalazły się: wymiana armaty na taką o kalibrze 105 mm, zastosowanie lepszej jednostki napędowej i szerszych gąsienic oraz zmodernizowanie mechanizmów wewnątrz czołgu .

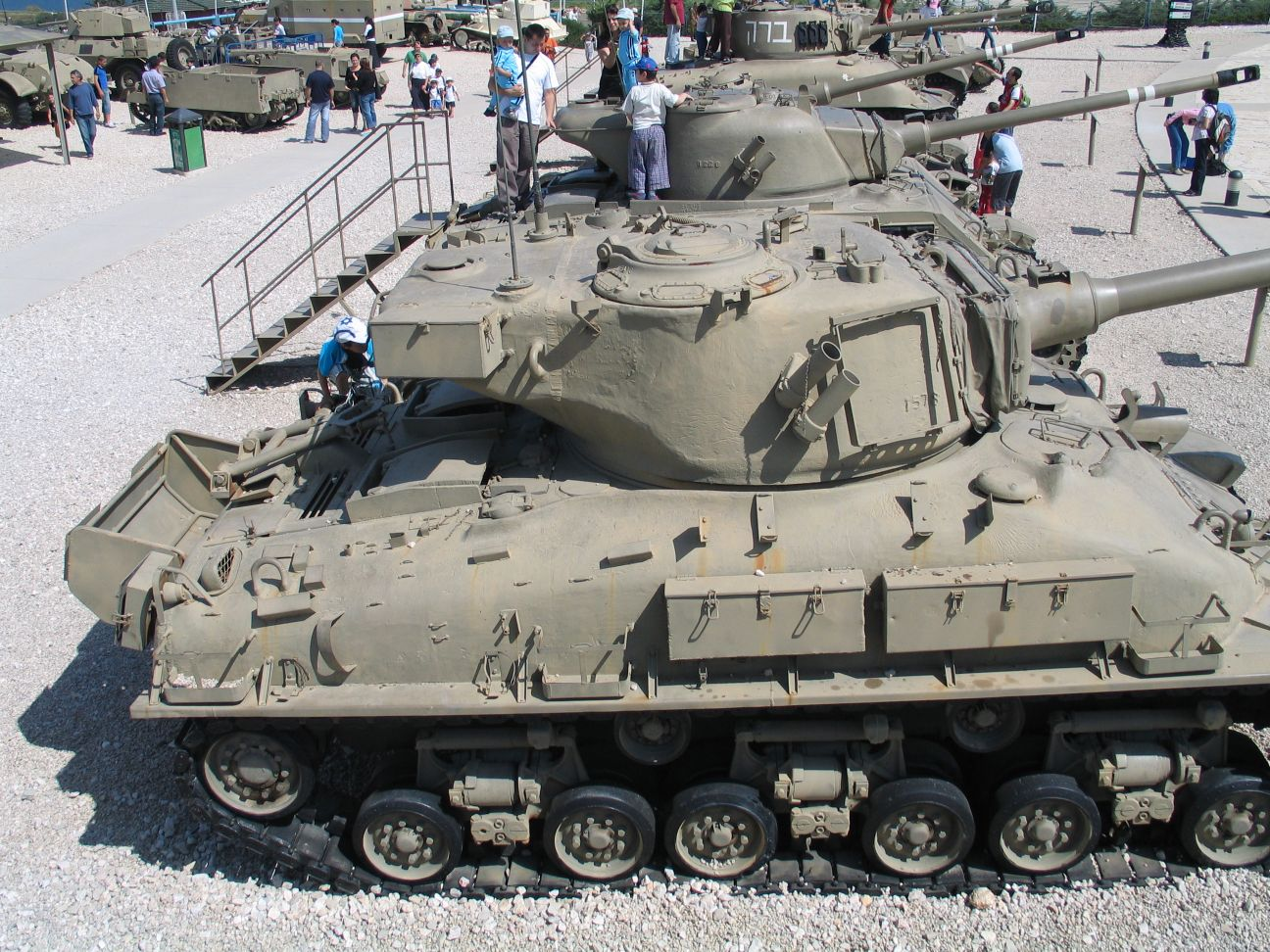
Bok czołgu M51 (widoczna przeciwwaga i dodatkowe pojemniki).

Na początku lat 60. francuski przemysł zbrojeniowy opracował nową armatę kalibru 105 mm - CN105 F1 o długości 56 kalibrów (ok. 6 m). Przystosowana była do wystrzeliwania specjalnie stabilizowanych pocisków kumulacyjnych. Pociski wystrzeliwane z tej armaty osiągały prędkość wylotową 1000 m/s, co Izraelczycy uznali za główną zaletę tej oferty. Charakterystyka wież Shermanów nie pozwalała jednak na montaż nowego uzbrojenia ze względu na brak miejsca na odrzut nowej armaty. Wobec tego francuscy inżynierowie dostosowali CN105 F1 do wymagań izraelskich, tworząc nową wersję armaty o oznaczeniu CN D.1504 L/44 .
Do modernizacji wyznaczono w Izraelu czołgi Sherman w wersji M4A1 (z odlewanym kadłubem) wyposażone w armaty 76,2 mm. Wieże T23 zamontowane w tych pojazdach posiadały odpowiednie dla nowej armaty jarzma  . 
Pierwszy prototyp poddano testom w 1960 roku . Natomiast do służby czołg wszedł w 1962 roku pod nazwą M51 Sherman . Czołgi M51 powszechnie znane są pod nazwą Isherman, ale jest ona błędna i nigdy nie była używana przez armię izraelską  . Według Zalogi nazwa Isherman pochodzić miała od Israeli Sherman. Ponadto Zaloga podaje inną nazwę czołgu – M51HV.

## Opis konstrukcji

### Uzbrojenie i wyposażenie
Główne uzbrojenie czołgów M51 stanowiła francuska armata CN D.1504 L/44,  kalibru 105 mm.  Jarzmo zamontowanej w czołgach M4A1 Sherman wieży T23 pozwalało na umieszczenie w nim francuskiej armaty CN105 F1, ale we wnętrzu wieży nie było już wystarczająco dużo miejsca na pełen odrzut po oddaniu strzału. W związku z tym francuscy inżynierowie skrócili armatę o 1,5 m z 56 kalibrów do długości 44 kalibrów. W ten sposób zmniejszono również prędkość wylotową pocisku z 1000 m/s do 800 m/s . Francuzi zastosowali w niej specjalny mechanizm stabilizujący pocisk kumulacyjny. Opierał się on łożyskach kulkowych, które poruszały się w rowkach armaty. Dzięki temu zamiast pocisku w lufie obracały się kulki. Dla Izraelczyków była to główna zaleta konstrukcji, która pozwoliłaby skutecznie razić używane przez Egipcjan radzieckie czołgi.  
Zmodyfikowana armata pozwalała wystrzeliwać pociski odłamkowo-burzące, dymne oraz specjalnie stabilizowane pociski kumulacyjne . W czołgu było miejsce na 55 pocisków. 
Izraelskie modyfikacje wymuszały produkcję specjalnej amunicji odpowiadającej nowej charakterystyce armaty. Początkowo amunicję importowano z Francji, dopiero z czasem rozpoczęto jej produkcję na licencji w Izraelu. 
Wyposażenie w postaci broni maszynowej występowało w kilku wariantach. W pierwszym w czołgu montowano dwa karabiny maszynowe Browning M1919 kalibru 7,62 mm oraz jeden wielokalibrowy karabin maszynowy Browning M2HB kalibru 12,7 mm. Pomiędzy wojną sześciodniową (1967) a wojną Jom Kipur (1973) karabin z kadłuba montowano na specjalnym uchwycie przy włazie ładowniczego. W trzecim wariancie, od 1975 roku, karabin Browning M2HB montowany był nad lufą armaty w miejscu, gdzie montowano szperacz. Natomiast karabin Browning M1919 przenoszony był na uchwyt przy włazie dowódcy. Dodatkowo ten sam karabin był montowany przy włazie ładowniczego. Po wojnie Jom Kipur wprowadzono czwarty wariant z montowanym dodatkowo moździerzem kalibru 60 mm. Znajdował się on pomiędzy włazem ładowniczego i dowódcy .

### Kadłub, wieża i opancerzenie

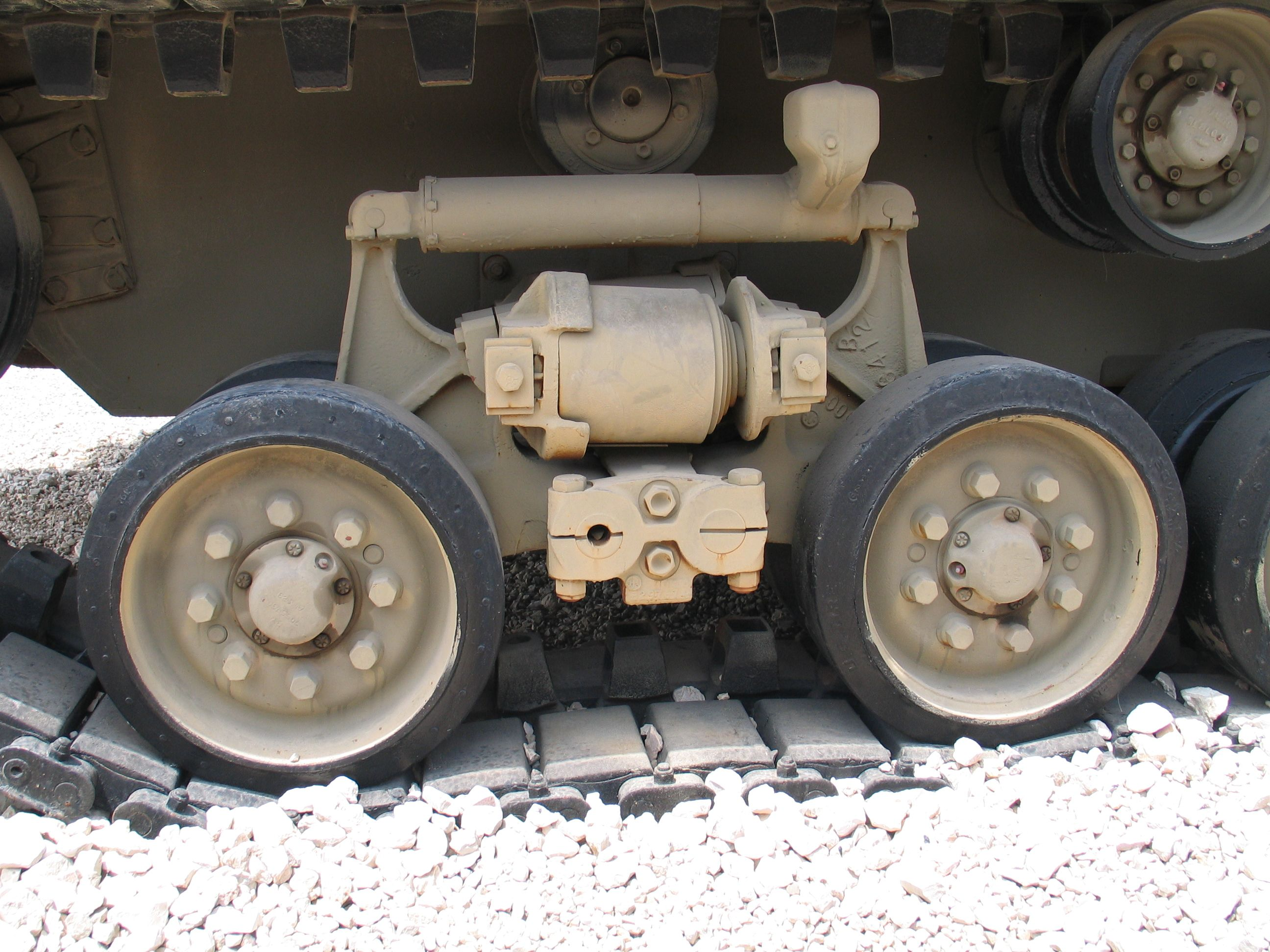
Zawieszenie HVSS.

Czołgi M51 bazowały przede wszystkim na kadłubach czołgów Sherman M4A1 , ale Giusti i Bauder podają również wersję M4A3 . Izraelczycy dodali na kadłubie jedynie dodatkowe uchwyty, transportery i zasobniki. Z tyłu czołgu umieszczono telefon połączony z interkomem pięcioosobowej załogi. Tak, jak w przypadku czołgów M50, tak i w M51 nie wprowadzono żadnych zmian w kwestii opancerzenia. Jego grubość wynosiła 63 mm, a kąt nachylenia 47° .

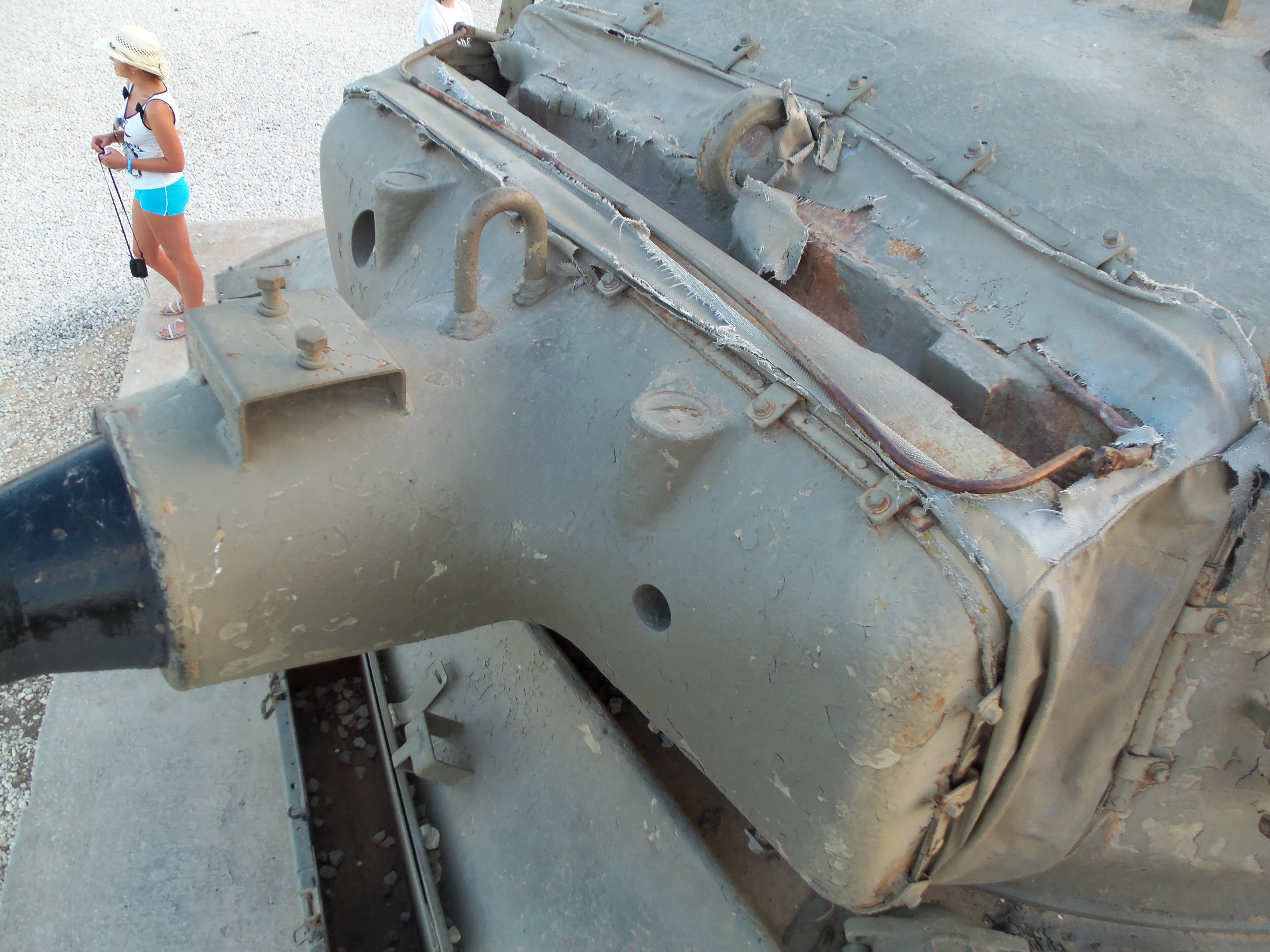
Jarzmo armaty w M51.

Wieże T23 pozwalały na montaż nowego działa bez ingerencji w jarzmo. Wymusiło to jednak dospawanie z tyłu wieży specjalnej przeciwwagi, aby zrównoważyć ciężar CN D.1504 L/44. Nie była to jednak ta sama konstrukcja, co w przypadku M50. Poza zamontowanym już w czołgu amerykańskim radiem SCR-538, Izraelczycy umieścili w przeciwwadze francuskie radio razem z anteną i systemem wentylacji. Na wieży umieszczono również cztery, dwie po obu stronach, francuską wyrzutnie granatów dymnych. Grubość przedniego pancerza wieży wynosiła 76 mm, a jarzma armaty 89 mm .
W celu poprawy osiągów czołgu zawieszenie zmieniono na E8 HVSS (Horizontal Volute Spring Suspension) oraz zamontowano 23-calowe gąsienice .
Zastosowane zmiany wpłynęły na zwiększenie masy czołgu do 39 ton .

### Jednostka napędowa

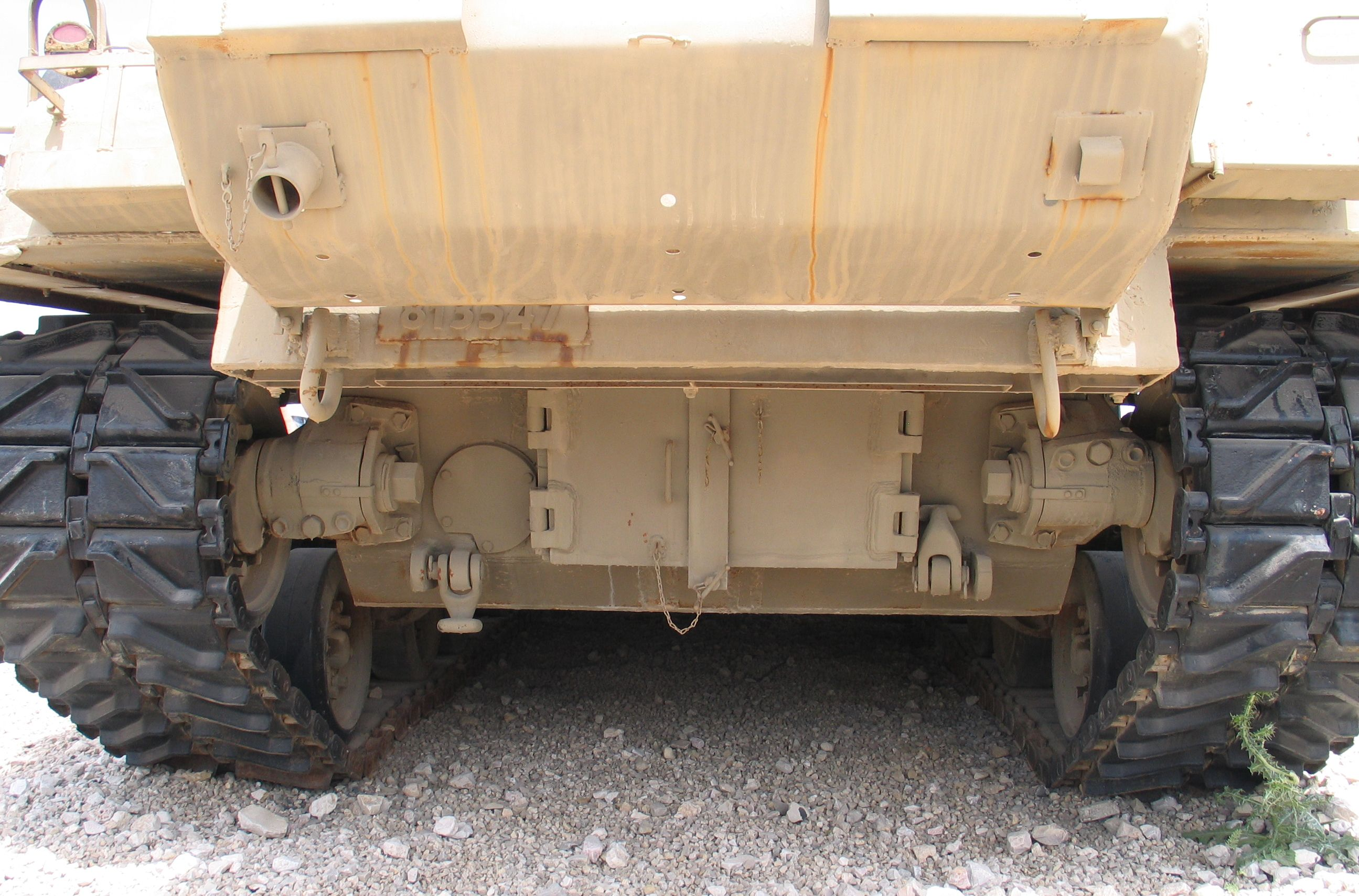
Tył czołgu z usuniętą rurą wydechu (wersja Degem Gimel).

Czołgi M51 zasilane były silnikiem Diesla Cummins VT-8-460 o mocy 460 KM. Giusti i Bauder podają jednak, że pierwsze egzemplarze tych czołgów posiadały zamontowane jeszcze silniki benzynowe Continental R-975 C4 o mocy 420 KM .
Shermany M51 mogły poruszać się z prędkością 45 km/h. Zasięg maksymalny wynosił do 270 km .

## Wersje czołgu
W izraelskiej armii służyły cztery wersje czołgów M51 :
- Degem Alef – wyróżniała się tym, iż w układzie wydechowym zastosowano rurę z czołgów Sherman M4A3, a filtry powietrza posiadały specjalne zabezpieczenie od góry,
- Degem Bet – zmodyfikowano w niej układ chłodzenia poprzez dodanie dwóch wlotów powietrza,
- Degem Gimel – usunięto w niej rurę wydechową, a układ wydechowy przeniesiono na dół przedziału silnikowego,
- Degem Dalet – poprawiono konstrukcję górnej części przedziału silnikowego, aby poprawić chłodzenie silnika.

## Użytkownicy

### Izrael

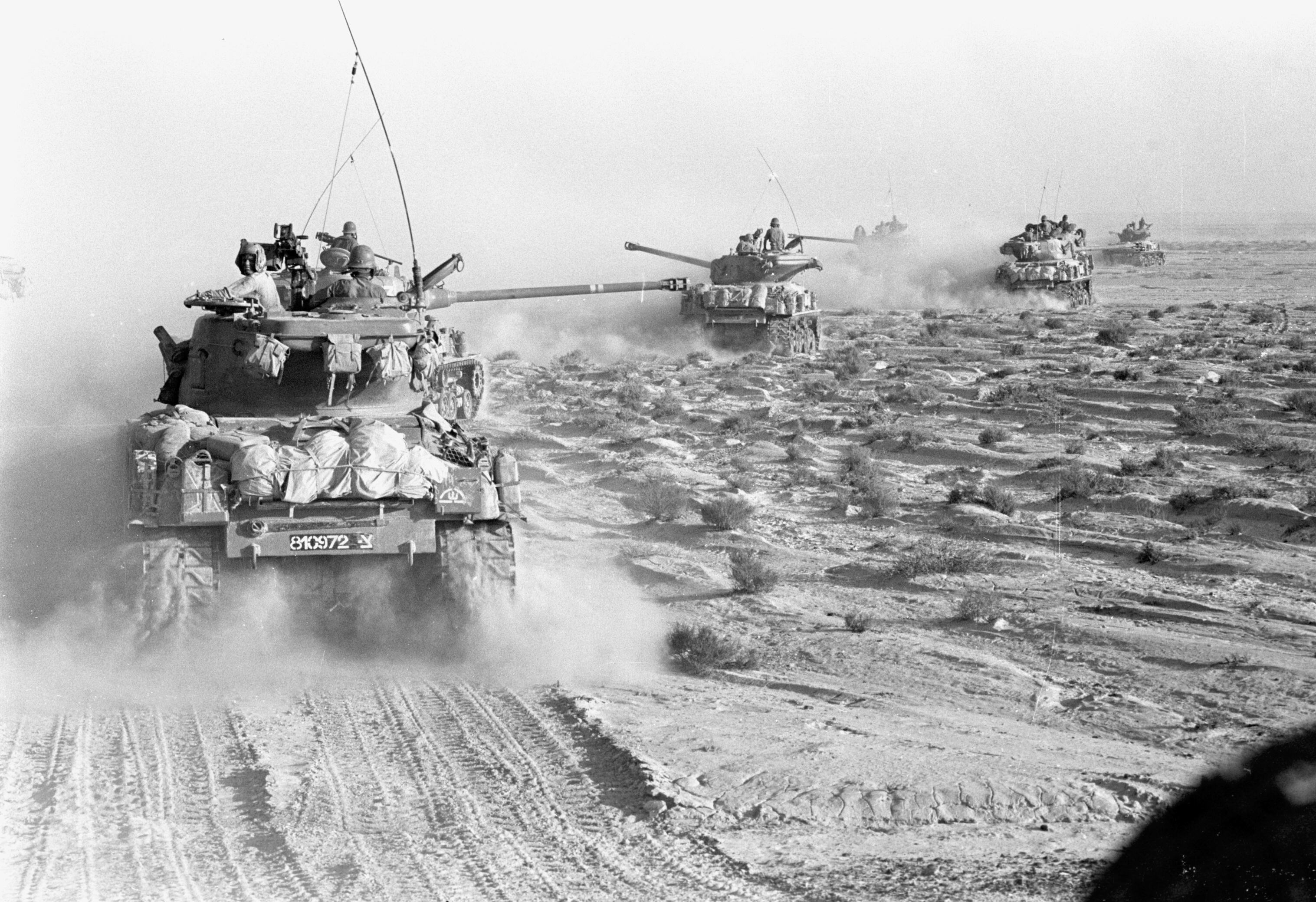
Czołgi M51 z 14. Brygady Pancernej (1967).

Czołgi M51 po raz pierwszy wzięły udział w walce podczas starć z Syryjczykami podczas tzw. wojny o wodę w latach 1964–1965 roku . Pierwszym, pełnoskalowym konfliktem, w którym czołgi te brały udział, była wojna sześciodniowa. Były one używane na wszystkich frontach (m.in. w bitwach o węzeł Rafah, Al-Dżaradi) . W starciach z Egipcjanami M51 radziły sobie z T-34-85, IS-ami-3, a nawet T-54 . Podczas walk na Zachodnim Brzegu z powodzeniem brały udział w starciach z jordańskimi M47 i M48 . M51 okazały się również przydatne, mimo wieku, podczas wojny Jom Kipur w 1973 roku. Zastosowana w nich armata CN D.1504 L/44 udowodniła wysoką skuteczność przeciwko pancerzom radzieckich czołgów T-54, T-55 oraz nowszym konstrukcjom jak T-62 . 

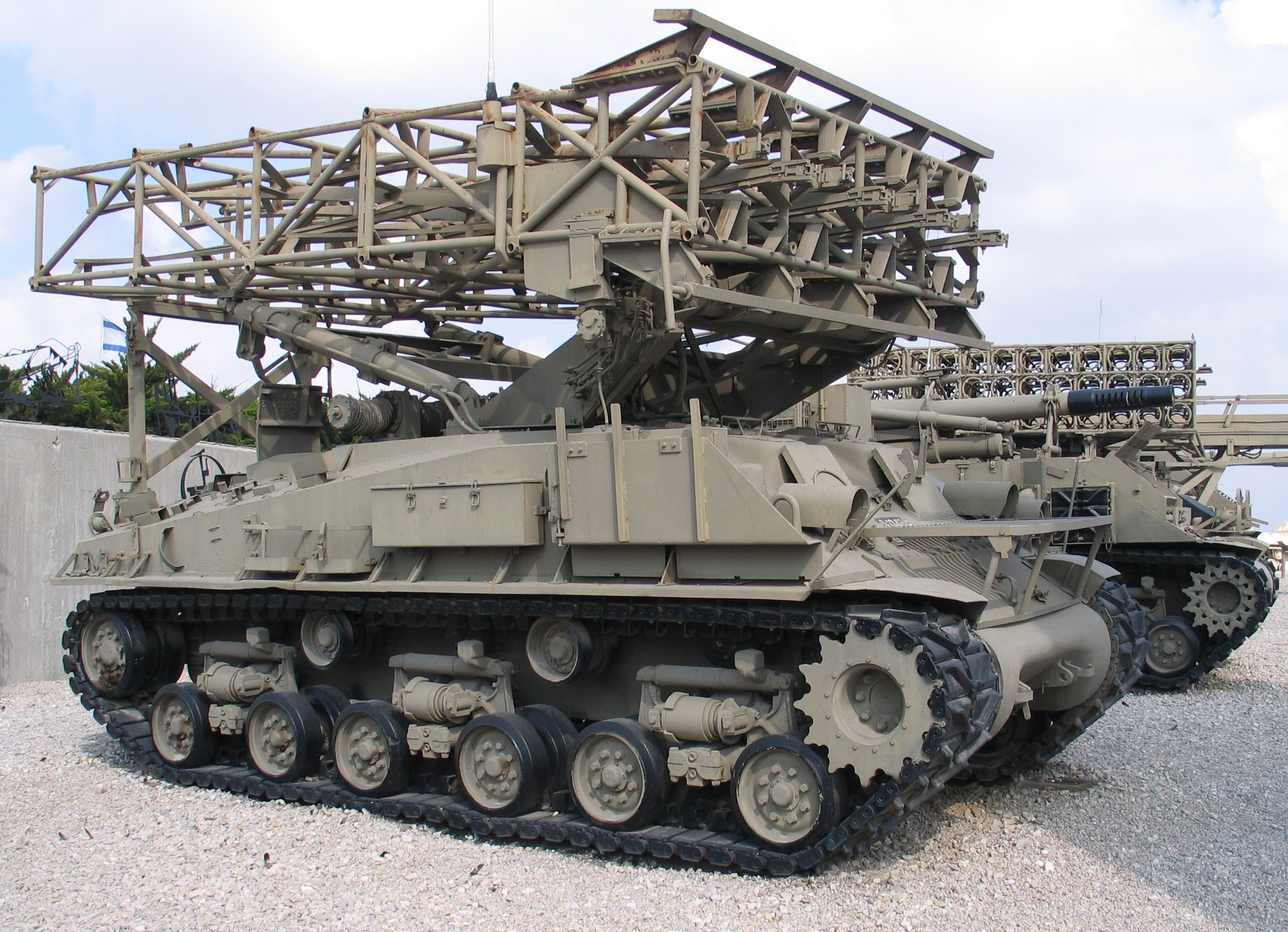
Wyrzutnia MAR-290 na podwoziu czołgu M51 Isherman - Episkopi

Na przełomie lat 60. i 70. część z czołgów pozbawiono wieży i w jej miejsce montowano czteroprowadnicowe wyrzutnie pocisków rakietowych kalibru 290 mm. Powstałe na podwoziach Shaermanów wyrzutnie nazwano MAR-290 Episkopi. Po wojnie Jom Kipur czołgi M51 stopniowo wycofywano ze służby. Pod koniec lat 70. część z nich została sprzedana do Chile . 

### Chile
Według Stockholm International Peace Research Institute w 1979 roku Chile nabyło od Izraela 117 sztuk czołgów M51. Zostały one tam poddane kolejnym modyfikacjom. Zamontowano w nich armatę HVMS (High-Velocity Medium Support) kalibru 60 mm oraz specjalne lodówki na butelki z wodą. W latach 90. w czołgach wymieniono silnik na nowy – Detroit 8V-71T o mocy 360 KM .

## Upamiętnienie
W ramach serii upamiętniającej izraelską broń pancerną Israel Coins and Medals Corporation wyemitowała w 2002 roku srebrne i miedziane medale z Shermanem M51.